# Надеждино (Омская область)
Надеждино — село в Омском районе Омской области. Административный центр Надеждинского сельского поселения.

## История
Основано в 1852 году. В 1928 г. состояло из 273 хозяйств, основное население — русские. Центр Надеждинского сельсовета Бородинского района Омского округа Сибирского края.

## Население
| 2006 | 2010  | 2013  | 2015  |
| ---- | ----- | ----- | ----- |
| 1774 | ↗1840 | ↗2178 | ↗2205 |